# Can Serra (l'Hospitalet de Llobregat)

Situació de Can Serra dins del municipi de l'Hospitalet.

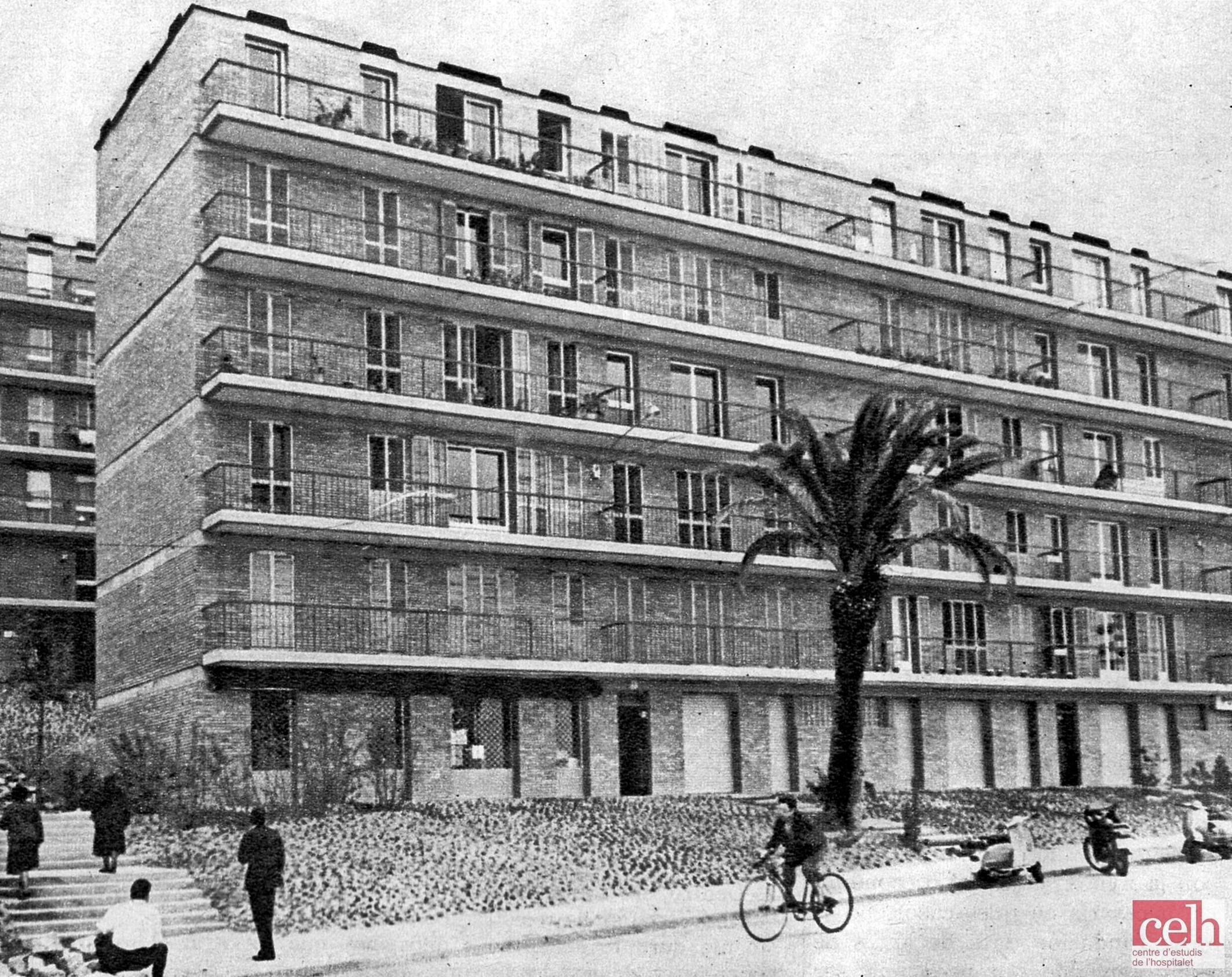
Un dels primers blocs de Can Serra, l'any 1968.

Can Serra és un barri de l'Hospitalet de Llobregat (Barcelonès). Està classificat territorialment dins del Districte V, juntament amb Pubilla Cases. Limita al sud amb el barri del Centre, a l'oest amb Sanfeliu, al nord amb Pubilla Cases i el municipi d'Esplugues de Llobregat i a l'est amb el barri de la Florida. És una de les zones del Samontà de l'Hospitalet de Llobregat més elevades respecte del nivell del mar.
La vida ciutadana s'aglutina al voltant de la plaça de la Carpa, del mercat, la Casa de la Reconciliació (parròquia del barri on a més tenen lloc una gran part de les activitats de les entitats del barri), l'Esplai Can Serra. També hi ha espais verds com els jardins de Can Cluset o els jardins d'Antonio Machado. Altres zones verdes properes són el parc metropolità de Les Planes o el parc de Can Buxeres, que si bé no pertanyen estrictament al barri de Can Serra, l'envolten per la banda de llevant i ponent respectivament.

## Història
L'any 1921, Antoni Faus va aconseguir el permís municipal per urbanitzar la parcel·la que posseïa a la vora del camí del Molí. Va crear els carrers Faus, Castellbó i Andorra.
Al Pla Comarcal de l'any 1953 ja es preveia que la zona es dividia en parc i terreny edificable. L'any 1961 es va aprovar el primer Pla Parcial de Can Serra. Aquest projecte fou promogut pels propietaris dels terrenys i signat pels arquitectes A. Canyelles, F. Escudero i Ribot i A. Tarragó. Fou la primera modificació urbanística sempre en el sentit de l'augment de l'edificabilitat.
El polígon d'habitatges va començar a habitar-se l'any 1966, amb persones majoritàriament procedents de la immigració de diverses comunitats d'Espanya. L'any 1970 tenia 3.550 habitants i l'any 1981 tenia 12.374 habitants.
La lluita veïnal va aconseguir que s'aturessin les construccions i comencessin a fer-se els equipaments. L'Associació de Veïns, creada l'any 1973, en va tenir un paper decisiu.

## Transport públic
L'estació de metro de Can Serra -de la línia 1 del metro (Transports Metropolitans de Barcelona)- i l'estació de L'Hospitalet de RENFE, situada a la intersecció amb el barri del Centre, són els principals serveis de transport a més de la xarxa d'autobusos urbans.

## Dades del barri
- Superfície: 0,29 km².
- Població: 10.095 habitants (any 2021).
- Densitat demogràfica: 34.810 hab/km².

(dades del 2021)
- Renda per habitant: 11.266 € (dades de 2016)[5]